# Rue Hallé
La rue Hallé est une voie située dans le quartier du Petit-Montrouge du 14e arrondissement de Paris, en France.

## Situation et accès
La rue Hallé commence 40, rue de la Tombe-Issoire et termine 10, rue du Commandeur.
Elle est desservie à proximité par la ligne 4 à la station Mouton-Duvernet, ainsi que par les lignes 4 et 6 à la station Denfert-Rochereau ou 6 à la station  Saint-Jacques.

## Origine du nom
Le nom de la rue est celui de Jean Noël Hallé, promoteur de la vaccination et premier médecin de Napoléon Ier.

## Historique

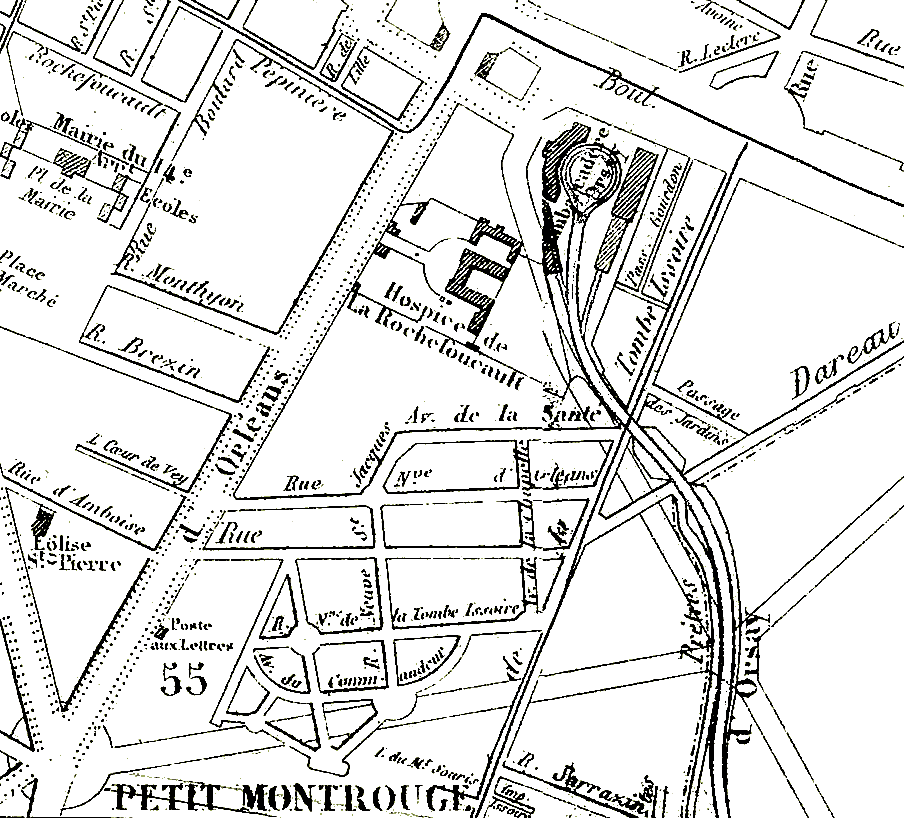
Carte du 14e arrondissement de Paris (extrait) d'Andriveau-Goujon, de 1868, sur laquelle la voie figure sous ses anciennes dénominations.

La rue fait partie du village d'Orléans, quartier d’Orléans ou quartier de la Commanderie, créé au cours des années 1830 par Léopold Javal, par lotissement de terrains au sud de l’hospice de la Rochefoucauld (actuel hôpital La Rochefoucauld) entre la route d’Orléans et la rue de la Tombe-Issoire, situés sur le territoire de la commune de Montrouge annexé à Paris en 1860.
La rue figure sous la dénomination de « rue de la Santé » sur le plan d'Andriveau-Goujon de 1846. Ce nom est dû à la proximité de l'hospice La Rochefoucauld, ou maison de Santé.
Cette rue résulte, par un décret du 2 octobre 1865, de la fusion sous sa dénomination actuelle des trois rues de l'annexion du Petit-Montouge par la capitale. :
1. entre les rues de la Tombe-Issoire et Du Couédic ; de l'« avenue de la Santé » ;
2. entre les rues Du Couédic et Rémy-Dumoncel ; de la « rue Neuve-Saint-Jacques » ;
3. entre les rues Rémy-Dumoncel et du Commandeur ; de l'« avenue du Capitaine ».

La rue est classée dans la voirie parisienne par un décret du 23 mai 1863 entre les rues de la Tombe-Issoire et Rémy-Dumoncel et par un arrêté du 7 février 1933, entre les rues Rémy-Dumoncel et du Commandeur.
La partie est-ouest de la rue est parcourue en sous-sol par une galerie d'inspection des carrières, qui porte le même odonyme, et qui fut en partie remblayée par l'Inspection générale des carrières au XXe siècle pour isoler définitivement les catacombes de Paris du reste du Grand réseau sud.

## Bâtiments remarquables et lieux de mémoire

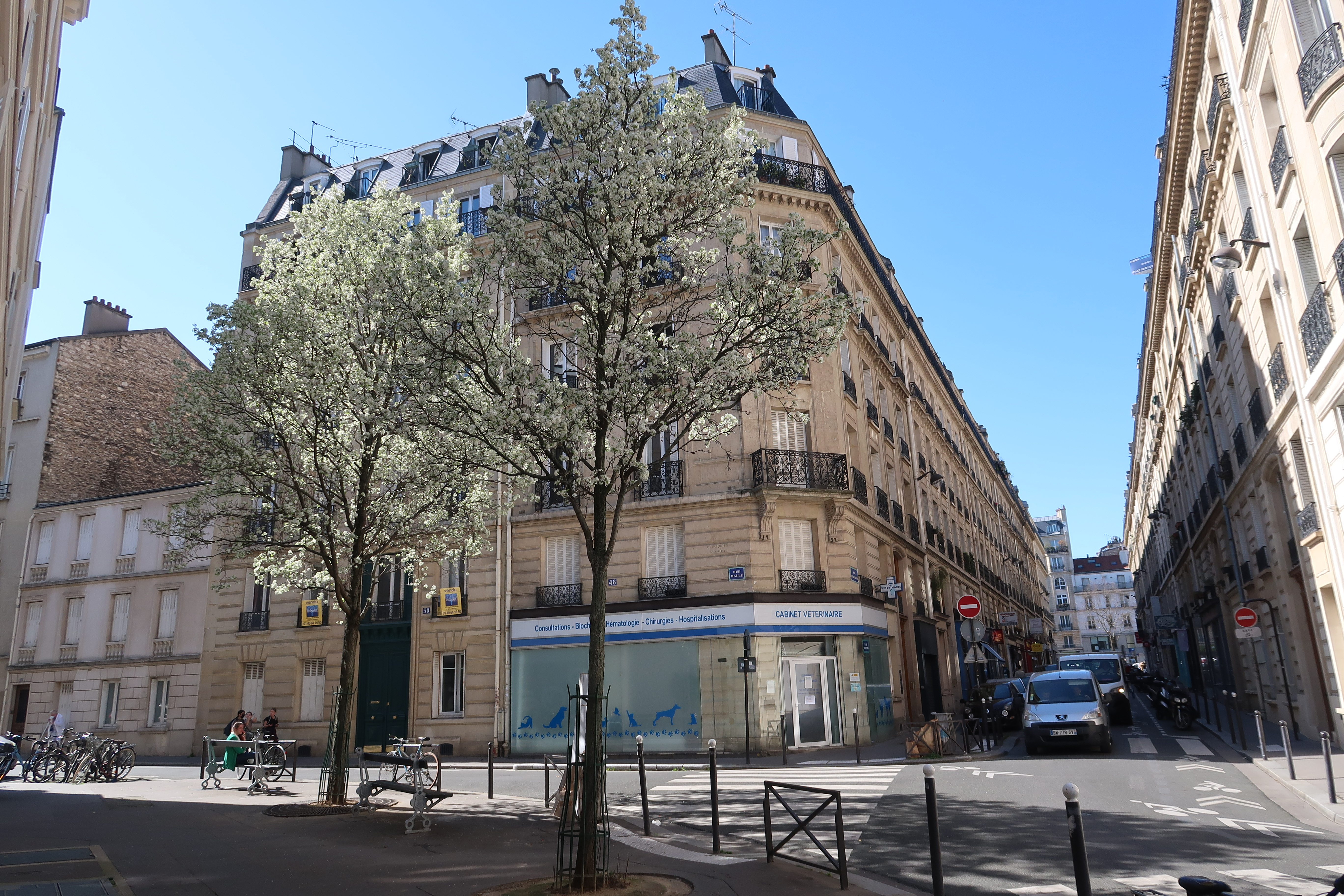
Au croisement avec la rue Sophie-Germain.

- Nos 9 et 11 : rares maisons ayant conservé l’aspect qu’elles avaient lors de la réalisation du village d'Orléans, notamment les portes et impostes. La maison du no 9 a été altérée par une surélévation, en 2011[4].
- No 10 : atelier du sculpteur Claude Bouscau (1909-1985), qui résidait au 40, square Montsouris[5].
- No 13 : les chanteurs Jacques Dutronc et Françoise Hardy y ont vécu plusieurs années.
- No 14 : lors de son voyage parisien organisé par André Breton, Frida Kahlo séjourna dans une maison appartenant à Michel Petitjean, avec qui elle a entretenu une liaison. Atelier de reliure et maison de Mary Reynolds. Cette maison et certaines rues adjacentes ont été utilisées pour le tournage du film Le Bon Plaisir (1984) de Francis Girod, qui en fait le domicile de l'héroïne principale, Claire, ancienne amante du président de la République.
- No 15 et 17 : immeuble de 1894 (architecte Gustave Poirier)[6]. Ce bâtiment communique avec le 1 rue d'Alembert.
- No 21 : bâtiment utilisé lors du tournage de la série Astrid et Raphaëlle. L'héroïne Astrid Nielsen, jouée par Sara Mortensen, y réside.
- No 36 : villa Hallé. Impasse pavée et placette en hémicycle.
- No 40 : Olivier Pettit, sculpteur (1918-1979), y a habité de 1955 à 1968, dans l’ancienne maison du peintre cubiste Henri Le Fauconnier[7].

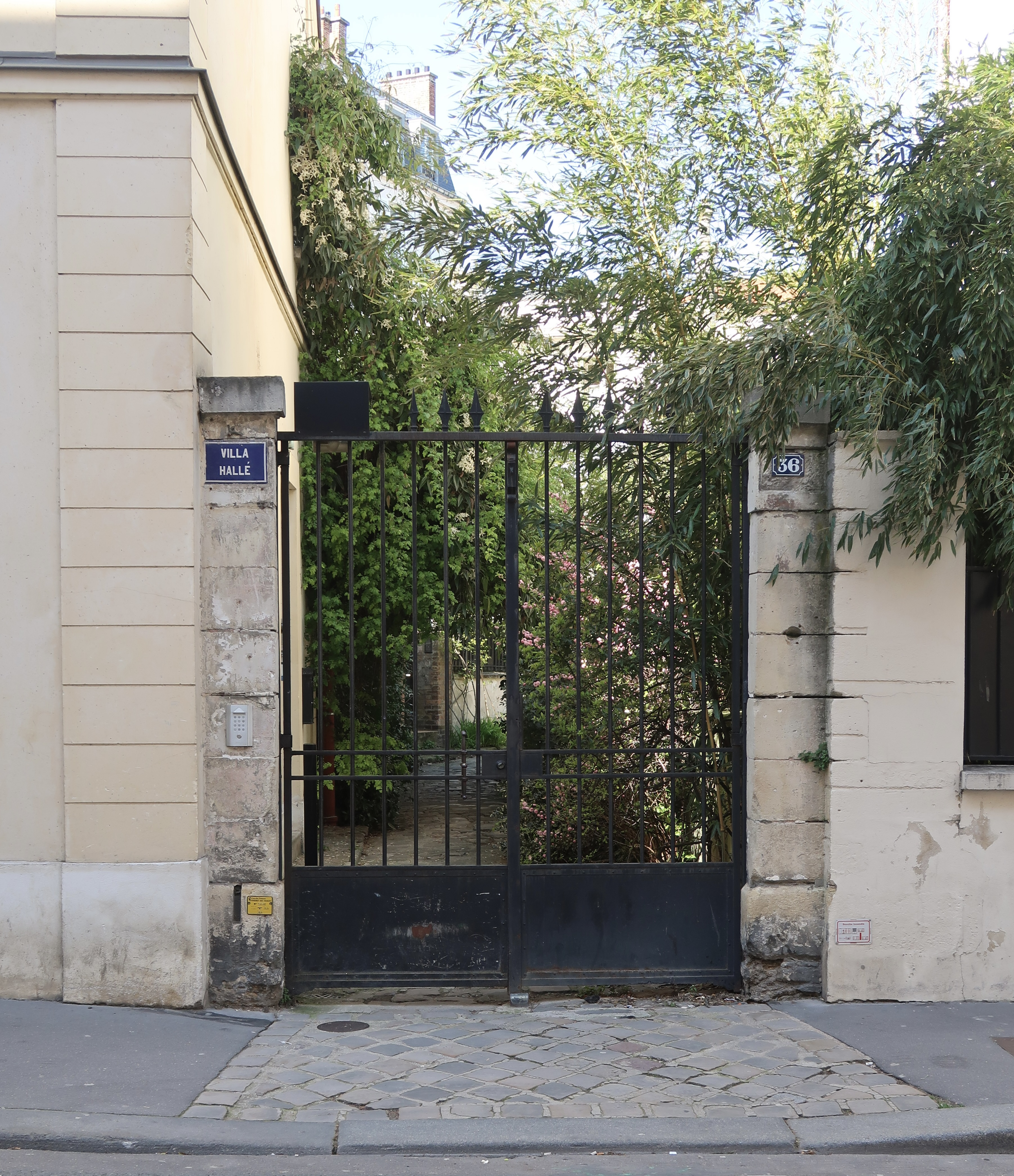
Entrée de la voie privée villa Hallé.

- No 53 : Alain Scoff, auteur, scénariste, qui a aussi écrit des sketchs et joué dans Cocorico, y a habité pendant de longues années, jusqu'à son décès en 2013.
- No 53 : Vijay Singh, écrivain et cinéaste connu pour ses films Jaya, fille du Gange, One Dollar Curry, Adieu mon soldat indien, India by Song, et ses romans Jaya Ganga, Le Gange et son double, Tourbillon d'ombres, et qui a été journaliste à Libération, y habite depuis 1982.